# Amand Chaurand
Pour les articles homonymes, voir Chaurand.
Amand Chaurand est un homme politique français né le 27 mars 1813 à Lyon (Rhône) et décédé le 11 octobre 1896 à Lyon.

## Biographie
Avocat en 1835, il se consacre beaucoup à la Société Saint-Vincent-de-Paul, fondée par son ami Frédéric Ozanam. Il est l'un des fondateurs, en 1845, de la Gazette de Lyon, qui sera supprimée sous le Second Empire. Il est maire de Saint-Genis-Laval, président de la société d'agriculture et de la société régionale de viticulture.
Il est député de l'Ardèche de 1871 à 1876, siégeant à l'extrême droite.